# Tantulocàrides
Els tantulocàrides (Tantulocarida) són una subclasse de crustacis maxil·lòpodes. Es tracta d'estranyes espècies paràsites que habiten aigües profundes i de les que es coneix poc sobre el seu cicle biològic complet, cosa que dificulta aclarir les seves relacions filogenètiques. S'han descrit una dotzena d'espècies.
Són crustacis diminuts (menys de 0,5 mm de longitud i alguns no assoleixen les 100 μm), ectoparàsits de copèpodes, isòpodes, tanaidacis i ostracodes, que es fixen al cos dels seus hostes clavant-hi el seu estilet cefàlic. Són tan petits que poden trobar-se ancorats a les antenes dels copèpodes.
Durant anys van ser considerats copèpodes o cirrípedes paràsits; estudis recents recolzen el que aquests crustacis siguin maxil·lòpodes; fins i tot s'ha suggerit que les enigmàtiques larves-y poden ser fases larvàries dels tantulocàrids.

## Classificació
Segons Martin & Davis (2001), els tantulocàrids inclouen cinc famílies:
Família Basipodellidae Boxshall & Lincoln, 1983
Família Deoterthridae Boxshall & Lincoln, 1987
Família Doryphallophoridae Huys, 1991
Família Microdajidae Boxshall & Lincoln, 1987
Família Onceroxenidae Huys, 1991